# Брунате
Брунате (італ. Brunate) — муніципалітет в Італії, у регіоні Ломбардія, провінція Комо.
Брунате розташоване на відстані близько 520 км на північний захід від Рима, 40 км на північ від Мілана, 2 км на схід від Комо.
Населення — 1760 осіб (2014).
Щорічний фестиваль відбувається 30 листопада. Покровитель — Андрій Первозваний.

## Демографія
Населення за роками:

Станом на 1 січня 2023 року в муніципалітеті офіційно проживало 119 іноземців з 35 країн, серед них 33 громадяни країн Євросоюзу та 9 громадян України.

## Сусідні муніципалітети
- Блевіо
- Комо